# 144752 Plungė
144752 Plungė è un asteroide della fascia principale. Scoperto nel 2004, presenta un'orbita caratterizzata da un semiasse maggiore pari a 2,9839358 au e da un'eccentricità di 0,0681665, inclinata di 2,17834° rispetto all'eclittica.
L'asteroide era stato inizialmente battezzato 144752 Plunge per poi essere corretto nella denominazione attuale.
L'asteroide è dedicato all'omonima città lituana.